# ماشک معمولی
ماشک معمولی، ماشک باغی یا به طور ساده ماشک (نام علمی: Vicia sativa) یک گونه از حبوبات تثبیت کننده نیتروژن از تیره باقلاییان است. احتمالاً بومی شمال آفریقا، آسیای غربی و اروپا است، اما اکنون در مناطق معتدل و نیمه گرمسیری در سراسر جهان بومی شده است. اگر چه زمانی که در مزرعه کشت شده به عنوان یک علف هرز در نظر گرفته می‌شود، اما این گیاه مقاوم اغلب به عنوان کود سبز، علوفه دام یا محصول تناوب کشت می‌شود.